# USS Virginia (2004)
USS Virginia (ssn-774) is een nucleair aangedreven aanvalsonderzeeër van de United States Navy. Het is de naamgever van de Virginiaklasse en als tiende boot naar de staat Virginia (Officieel: "the Commonwealth of Virginia") genoemd.

## Contract
Het contract voor de bouw werd toegekend aan de Electric Boat Divisie van General Dynamics Corporation in Groton. De tewaterlating gebeurde op 16 augustus 2003 en de scheepsdoop door Lynda Johnson Robb, de vrouw van de vroegere gouverneur en senator Charles Robb van Virginia en dochter van President van de Verenigde Staten Lyndon B. Johnson en Lady Bird Johnson. Op 10 en 11 maart van dat jaar lanceerde de Virginia 12 oefentorpedo's in de rivier de Thames. Alle vier torpedobuizen werden daarbij gebruikt.

## Levering
De Virginia werd overgedragen aan de marine op 12 oktober 2004, de 104e verjaardag van de USS Holland, die de tweede onderzeeboot was in de geschiedenis van de Amerikaanse marine. De boot kwam op 23 oktober 2004 onder het bevel van David J. Kern.
Deze klasse van onderzeeboten is uniek omdat het de Photonic Mast gebruikt, een systeem dat in plaats van een optische periscoop elektronische videosystemen gebruikt. Daardoor kon de brug van de boot lager worden geplaatst, wat meer ruimte beschikbaar maakt. Het is ook uniek in de Amerikaanse marine dat alle scheeps- en ballastcontrolesystemen volledig geautomatiseerd zijn en daardoor door ervaren wachtmeesters kunnen worden bediend.
Op 12 januari 2006, beëindigde de Virginia zijn eerste operationele opdracht en voer naar de scheepswerf van General Dynamics Electric Boat voor onderhoud.

## Verwijzingen
Dit artikel omvat informatie uit het Register van het Zeeschip en de diverse persmededelingen.
Andere informatie is van de officiële website van de Amerikaanse Marine verkregen.